# میشلباخ
میشلباخ (به آلمانی: Michelbach) یک شهر در آلمان است که در راینلاند-فالتس واقع شده‌است.

## خصوصیات
میشلباخ ۵۸۸ نفر جمعیت دارد.